# NGC 7591
NGC 7591 (również PGC 70996 lub UGC 12486) – galaktyka spiralna z poprzeczką (SBbc), znajdująca się w gwiazdozbiorze Ryb. Odkrył ją Albert Marth 14 sierpnia 1864 roku. Należy do galaktyk Seyferta.